# ممفیس (میزوری)
ممفیس (به انگلیسی: Memphis) یک شهر در ایالات متحده آمریکا است که در شهرستان اسکاتلند، میزوری واقع شده‌است. ممفیس ۴٫۰۷ کیلومتر مربع مساحت و ۱٬۸۲۲ نفر جمعیت دارد و ۲۴۴ متر بالاتر از سطح دریا واقع شده‌است.